# Magical Girl Lyrical Nanoha A's
Magical Girl Lyrical Nanoha A's (魔法少女リリカルなのはA's, Mahō shōjo ririkaru nanoha ēsu) est la seconde des trois saisons qui composent la série "Nanoha". Il se déroule environ 6 mois après les évènements du premier arc.

## Synopsis
6 mois après le combat contre Precia Testarossa, nos héros et héroïnes ont repris leur petite vie quotidienne. Nanoha est retournée à l'école avec Arisa et Suzuka, Fate' et Arf passent des entretiens au Bureau d'Investigation de l'Espace-temps sous la direction de Chrono, Yūno se livre à quelques missions pour le compte du Bureau. En bref, une paix appréciable pour tous.
Mais cela ne va pas durer, car quatre guerrières mages font leur apparition et attaquent Nanoha sans aucune pitié. Équipés d'armes nouvelles, ils viennent facilement à bout de Nanoha et Fate. Quel est donc leur but et pourquoi sont-ils en possession du Légendaire Livre des Ombres Perdues ?

## Personnages

### Bureau d'Investigation de l'Espace-temps
- Nanoha Takamachi (高町 なのは, Takamachi Nanoha?) Voix : Yukari Tamura

Héroïne. C'est une petite fille de 9 ans qui est devenue magicienne à la suite d'une rencontre avec Yūno. Elle a rassemblé les Lost Logia (Jewel Seeds) et a vaincu l'archimage Precia Testarossa, devenant par la même occasion amie avec sa fille Fate. Elle possède une arme intelligente (device), un bâton magique du nom de Raising Heart. Au début de la saison, elle se fait battre par Vita, qui détruit le noyau de Raising Heart, et Shamal, qui lui vole une grande partie de son Linker Core, la source de sa magie. Après la réparation de Raising Heart, elle repart au combat dans le but de découvrir pourquoi les Guerrières Velka lui en veulent.
- Fate Testarossa (フェイト・テスタロッサ?) Voix : Nana Mizuki

Fille de Precia Testarossa et amie de Nanoha. Fate est une jeune fille réservée qui commence à peine à découvrir la vie et l'amitié. C'est aussi une magicienne et elle maîtrise la foudre. Nanoha et elle ont eu quelques altercations dans le passé mais elles sont aujourd'hui les meilleures amies du monde. Fate est une enfant dévouée qui fera toujours passer ses amis avant elle-même. Elle possède pour device une hallebarde nommée Bardiche. Son familier est Arf. Après sa défaite contre Signum, Fate recevra un nouveau device : Bardiche Assault.
- Yūno Scrya (ユーノ・スクライア?) Voix : Kaori Mizuhashi

Ami de Fate et Nanoha. Yūno est un archéologue venu du monde de Midchilda. Magicien de haut niveau, sa spécialité est la magie défensive, ainsi que tous les sorts liés à la guérison ou à l'emprisonnement. Il a découvert l'existence des Lost Logia et c'est lui qui vient sur Terre pour les capturer. Il rencontre alors Nanoha et lui confie les pouvoirs de Raising Heart. On ne sait pas vraiment s'il est ou no amoureux de Nanoha mais rien ne laisse présumer du contraire... Yūno a un rôle de soutien et est un maître dans la création ou la neutralisation des barrières magiques. Dernier point, Yūno peut se transformer à volonté en furet afin de mieux s'intégrer dans le monde des humains.
- Chrono Harlaown (クロノ・ハラオウン?) Voix : Mikako Takahashi

Fils de Lindy Harlaown et officier à bord de l'Arthra. Chrono est un magicien de niveau supérieur et il aide sa mère, commandant en chef de l'Arthra, un vaisseau de patrouille du Bureau d'Investigation de l'Espace-temps. Il prend son travail très au sérieux et parfois même trop...Toujours inquiet pour Fate et Nanoha, il ne manque jamais de leur donner un coup de main. Il semble avoir des sentiments pour Nanoha depuis la bataille contre Precia Testarossa, mais il n'en a parlé à personne. Notons enfin qu'il a déjà eu affaire à la libération du pouvoir du Livre des Ombres Perdues et qu'il en garde un très mauvais souvenir.
- Arf (アルフ?) Voix : Natsuko Kuwatani

Familière de Fate. Arf est une chienne créée par Fate pour devenir son familier. Elle est extrêmement dévouée à son maître et n'hésite jamais à la protéger. Elle est assez têtue. Son apparence habituelle est celle d'une fille de 16 ans, mais elle a toujours du mal à garder cachées sa queue et ses oreilles. En tant que familier, Arf utilise de la magie de soutien, mais elle est également experte du combat au corps à corps.
- Lindy Harlaown (リンディ・ハラオウン?) Voix : Aya Hisakawa

Mère de Chrono et commandant en chef de l'Arthra. Lindy est l'officier supérieur commandant le vaisseau Arthra. C'est une mère protectrice et attentionnée mais son devoir d'officier passe avant tout. Elle recueille Fate et Arf après la défaite Precia Testarossa et appuie la réhabilitation de Fate en tant qu'agent du Bureau. Elle aimerait bien que Fate devienne sa fille adoptive. Elle a également beaucoup de tendresse envers Nanoha.
- Amy (エイミィ?) Voix : Yuki Matsuoka

Officier auxiliaire de l'Arthra. Amy est un peu la grande sœur de Chrono. Elle est experte dans les communications interdimensionnelles et dans la technologie des Devices. Elle joue un peu la nounou de Fate et Nanoha, mais elle est très appliquée dans son travail d'officier.

### Wolkenritter
Les Wolkenritter sont les Gardiens du Livre des Ombres Lost Logia. Ils sont nommés ainsi en raison du type de magie qu'ils utilisent et du système Loading Cartridge System installé sur leurs devices. Notons que les symboles de la magie Velka sont triangulaires, contrairement à ceux de la magie Midchilda qui sont circulaires.
- Signum (シグナム?) Voix : Kaori Shimizu

Signum est une grande guerrière aux cheveux roses qui manie une épée. Signum est de nature calme et réservée. Elle garde toujours son sang-froid et possède une forme physique hors du commun. C'est une grande rivale de Fate et leur dernier combat, qui s'est soldé par un match nul, attend toujours la revanche. Elle place la loyauté envers Hayate au-dessus de tout. Elle a également un grand sens de l'honneur. Son device se nomme Levantine ( Lævatein). C'est une épée longue imprégnée du pouvoir du feu et qui peut se scinder en de multiples lames reliées par un câble ultra-flexible, la Schlangeform  (une épée serpent).
- Vita (ヴィータ?) Voix : Asami Sanada

Vita est la plus petite des guerrières Velka. Elle porte une robe rouge et un chapeau à ruban qu'elle affectionne tout particulièrement. de nature impulsive, elle fonce souvent tête baissée et sans réfléchir dans la mêlée. Seule Hayate et les autres gardiens comptent à ses yeux. Vita s'emporte facilement, surtout lorsqu'elle est face à Nanoha. Elle manie un device du nom de Graf Eisen, qui est un grand marteau qui peut se transformer en "marteau rocket" (Rocket Hammer) ou s'agrandir (Gigant Form), ainsi que des petites balles d'acier magique qu'elle frappe avec son marteau.
- Shamal (シャマル?) Voix : Ryoka Yuzuki

Shamal est le soutien du groupe. C'est un personnage plutôt mère-poule qui adore faire les tâches ménagères ou encore accompagner Hayate à l'hôpital. Grâce à son device Klarwind, un pendule double relié à ses anneaux, Shamal peut détecter les Linker Cores dont elle a besoin pour remplir les pages du Livre des Ombres. Elle excelle aussi en magie de soin et en sorts de protections. Shamal est la tête pensante du groupe et une grande tacticienne, sa position lui permettant d'analyser les situations en restant à distance du cœur du champ de bataille.
- Zafira (ザフィーラ?) Voix : Kazuya Ichijo

Zafira est un guerrier de la tribu des hommes-bêtes. C'est un combattant au corps à corps, un peu comme Arf, dont il a d'ailleurs l'apparence (en bleu), lorsqu'il reprend sa forme originelle. Il maîtrise la magie des Terres de Glace, qui lui permet de faire sortir des épines acérées du sol situés sous ses ennemis. Lorsqu'il n'est pas en train de se battre pour récupérer le pouvoir des Linkers Cores, Zafira passe son temps à dormir sur le canapé d'Hayate. Arf lui apprendra à se transformer en petit chien, afin qu'il puisse sortir de la maison sans provoquer une panique générale dans les rues.
- Hayate Yagami (八神 はやて, Yagami Hayate?) Voix : Kana Ueda

Grande amie de Suzuka, une amie de Nanoha et Fate, Hayate a une maladie inconnue aux jambes. Elle passe son temps en fauteuil roulant, mais cela ne la dérange pas pour autant et elle s'est habituée à vivre ainsi. En réalité, son handicap provient de la magie du Livre des Ombres, offert par Graham, qui lui draine peu à peu son énergie (le stade ultime étant la mort...). En compensation, elle devient la Maîtresse du Livre des Ombres et gagne un fabuleux pouvoir magique qui lui permet, inconsciemment d'invoquer les quatre gardiens afin de remplir le Livre. Quand le Livre est complet, il absorbe complètement son Maître et le remplace par son programme d'auto-défense afin d'annihiler tout ce qui l'entoure. Grâce à Nanoha et Fate, Hayate a heureusement su préserver son âme et a réécrit le programme d'auto-défense afin de le rendre inoffensif. Elle renomme alors le programme en lui donnant le nom de Reinforce, le pouvoir de soutenir les amies qui lui sont venues en aide. Reinforce se sacrifie malheureusement après la victoire finale, afin d'empêcher le Livre de reconstruire un programme d'auto-défense erroné. Le device officiel d'Hayate est alors créé : le Tome du Ciel azuré.

## Les armes
Dans l'univers de Nanoha A's, les magiciens portent des armes intelligentes et parlantes appelées "Device". À noter que les Devices issus de la technologie magique Midchilda parlent en anglais et ceux de Velka en allemand.

### Raising Heart Exelion
Device de Nanoha. Il possède 4 modes:
- Standby Mode : le mode repos.
- Accel Mode : le mode de combat principal, dans lequel Nanoha peut utiliser les cartouches de magie pour booster ses pouvoirs. C'est le mode de combat qui permet à Nanoha de se déplacer rapidement en chargeant notamment de petit sort, utiles, comme l'"Accel Shooter".
- Buster Mode Le mode d'attaque, chargeant des attaques dites "massives" cherchant avant tout, à stopper l'ennemi.
- Exelion[1] Mode : Dernier mode de combat de Raising Heart, où il décuple toute sa puissance. Il est très dangereux pour l'utilisateur, l'énergie magique des sorts sont directement tirés du cœur magique "Linker Core" du magicien, ici Nanoha.

#### Magies offensives
1. Accel shooter: De multiples rayons partent de Raising Heart et Nanoha les dirige vers la cible uniquement par la pensée.
2. Divine Buster: Un faisceau de magie concentré, qui est destiné à briser la défense ennemie.
  1. Divine Buster Extension: Une version plus puissante du "Divine Buster", qui coûte donc plus d’énergie à l'utilisateur.
3. Exelion Buster: C'est la version dérivée du Divine Buster, en version Exelion. Elle est beaucoup plus puissante que l'original mais a des conséquences sur le "Linker Core" de l'utilisateur.
  1. Exelion Buster A.C.S (Accelerate Charge System): La version du Exelion Buster qui se charge la plus vite, mais qui charge donc moins de magie en même temps, même si cette attaque reste destructrice.
4. Starlight Breaker: La version ultime du Buster, ce sont Nanoha et Raising Heart qui l'on inventé. Elle sert à mettre hors combat l'ennemie, en brisant toutes les barrières magiques que l'opposant a pu placer. L'attaque est tellement grande et massive qu'il n'y a aucune chance de s'enfuir.
  1. Starlight Breaker + (Plus): Starlight Breaker, dans une version supérieur et plus efficace que la première, restant évidemment tout aussi destructrice si ce n'est plus.
  2. Starlight Breaker ex: C'est l'attaque qui coûte le plus de magie à l'utilisateur, pouvant atteindre des seuil extrêmement dangereux comme notamment "surpasser ces limites". Etant Dangereuse, elle est néanmoins la plus efficace et la plus destructrice de toutes les attaques que possède Raising Heart.

### Bardiche Assault
Device de Fate. Il possède 4 formes:
- Standby Form : le mode repos.
- Assault Form : le mode de base.
- Haken Form : Bardiche prend la forme d'une faux.
- Zamber form : la lame de Bardiche se sépare en deux et une gigantesque lame d'énergie électrique le forme à l'extrémité haute du bâton. L'attaque ultime de Fate, Zamber Slash peut même trancher les dimensions.

#### Magies offensives
1. Plasma Lancer : plus puissant que l'ancien Photon Lancer, les aiguillons de plasma sont maintenant dirigeables à volonté.
2. Plasma Zamber (Plasma Zamber Breaker) : attaque similaire à Arc Saber, si ce n'est qu'elle est considérablement plus puissante
3. Thunder Rage : attaque magique pour découper sa proie en bonne et due forme.

## Fiche Technique
- Titre original : 魔法少女リリカルなのはA's
- Réalisation : Keizō Kusakawa
- Scénario : Masaki Tsuzuki
- Chara-design : Yasuhiro Okuda
- Musique : Hiroaki Sano
- Genre : Mahō shōjo
- Durée : 13 X 25 = 325 min
- Année de production : 2005
- Studio : Seven Arcs
- Licencié : non

## Épisodes
| No | Titre français                               | Titre japonais               | Titre japonais                         | Date de 1re diffusion |
| No | Titre français                               | Kanji                        | Rōmaji                                 | Date de 1re diffusion |
| -- | -------------------------------------------- | ---------------------------- | -------------------------------------- | --------------------- |
| 1  | Le commencement était trop soudain!          | はじまりは突然になの         | Hajimari wa totsuzen ni nano           | 1 octobre 2005        |
| 2  | A nouveau, la tempête d'une bataille.        | 戦いの嵐、ふたたびなの       | Tatakai no arashi, futatabi nano       | 8 octobre 2005        |
| 3  | Réunion, déménagement!                       | 再会、そしてお引っ越しなの!  | Saikai, soshite ohikkoshi nano!        | 15 octobre 2005       |
| 4  | Nouveaux pouvoirs, activation!               | 新たなる力、起動なの!        | Aratanaru chikara, kidou nano!         | 22 octobre 2005       |
| 5  | C'était un petit vœu. 1re partie             | それは小さな願いなの（前編） | Sore wa chiisana negai nano (zenpen)   | 29 octobre 2005       |
| 6  | C'était un petit vœu. 2e partie              | それは小さな願いなの（後編） | Sore wa chiisana negai nano (Kōhen)    | 5 novembre 2005       |
| 7  | Avec un passé brisé et un présent.           | 壊れた過去と現在となの       | Kowareta kako to genzai to nano        | 12 novembre 2005      |
| 8  | Une triste résolution et un choix courageux. | 悲しい決意、勇気の選択なの   | Kanashii ketsui, yuuki no sentaku nano | 19 novembre 2005      |
| 9  | Réveillon de Noël                            | クリスマス・イブ             | Christmas Eve                          | 26 novembre 2005      |
| 10 | Destinée                                     | 運命                         | Unmei                                  | 3 décembre 2005       |
| 11 | Un cadeau pour Noël.                         | 聖夜の贈り物                 | Seiya no okurimono                     | 10 décembre 2005      |
| 12 | La fin du soir, la fin du voyage.            | 夜の終わり、旅の終わり       | Yoru no owari, tabi no owari           | 17 décembre 2005      |
| 13 | Stand by, ready.                             | スタンバイ・レディ           | Standby Ready                          | 24 décembre 2005      |

## Musique
- Générique de début : ETERNAL BLAZE par Nana Mizuki
- Générique de fin : Spiritual Garden par Yukari Tamura

## Produits dérivés

### CD audio
- Magical Girl Lyrical Nanoha A's: Sound Stage 01

L'histoire se déroule entre l'épisode 3 et 4.
- Magical Girl Lyrical Nanoha A's: Sound Stage 02

L'histoire se déroule entre l'épisode 6 et 7.
- Magical Girl Lyrical Nanoha A's: Sound Stage 03

L'histoire se déroule après la fin de l'épisode 13.
- Magical Girl Lyrical A's: Sound Stage Vocal Best Collection

### Manga
- Magical Girl Lyrical Nanoha A's THE COMICS
  - Auteur : Masaki Tsuzuki
  - Dessinateur : Kōji Hasegawa
  - Publié par : Gakken
  - Sortie : 18 février 2006
  -  (ISBN 4-05-604335-3)

Composé de 6 épisodes, plus un prologue et un épilogue.

### Fanbook
- Mahō shōjo Lyrical Nanoha / Mahō shōjo Lyrical Nanoha A's Visual Fanbook (10 mars 2006,  (ISBN 4-88-380515-8))
- Megami Magazine Special Selection Mahō shōjo Lyrical Nanoha Visual Collection (31 octobre 2006,  (ISBN 4-05-403260-5))

### Jeu vidéo
- Mahō shōjo Lyrical Nanoha A's PORTABLE -THE BATTLE OF ACES- (21 janvier 2010, PSP)
- Mahō shōjo Lyrical Nanoha A's PORTABLE -THE GEARS OF DESTINY- (22 décembre 2011, PSP)